# De Elementen (Spijkenisse)
De Elementen is een wijk met ongeveer 2300 inwoners in Spijkenisse in de Nederlandse provincie Zuid-Holland en gelegen aan de rivier De Oude Maas.
De Elementen is gebouwd vanaf ca. 2005 in het noordelijke deel van de voormalige polders Oud- en Nieuw-Hongerland en ligt tussen het centrum en De Oude Maas. Het bestaat uit de delen:
1. "De Dijk" - met voornamelijk woontorens
2. "Het Land" - het voormalige Hongerland; met meer laagbouw; de straten zijn vernoemd naar voormalige eigenaren van landerijen in de polder Nieuw-Hongerland en naar bestuurders van het voormalige polderbestuur
3. "Vier Werelden Park", de verbinding tussen deze twee buurten
4. "De Haven" - het deel tussen de Schenkelweg en de Oude Maas

## Voorzieningen
Omdat de wijk nog in aanbouw is, zijn de voorzieningen in De Elementen relatief beperkt. De meeste zitten in de buurt De Dijk.
- Gezondheidscentrum De Element
- 2-tal kapsalons
- 2-tal restaurants

Voor de meeste winkels moet men naar het stadscentrum.

## Verbindingswegen
- Elementenweg
- Oude Maasweg

## Bezienswaardigheden
Over de watergang rondom de buurt Het Land zijn de bruggen die op de eurobiljetten staan nagebouwd: de Spijkenisser Eurobruggen, waarvan het ontwerp is van Robin Stam.

## Fotogalerij

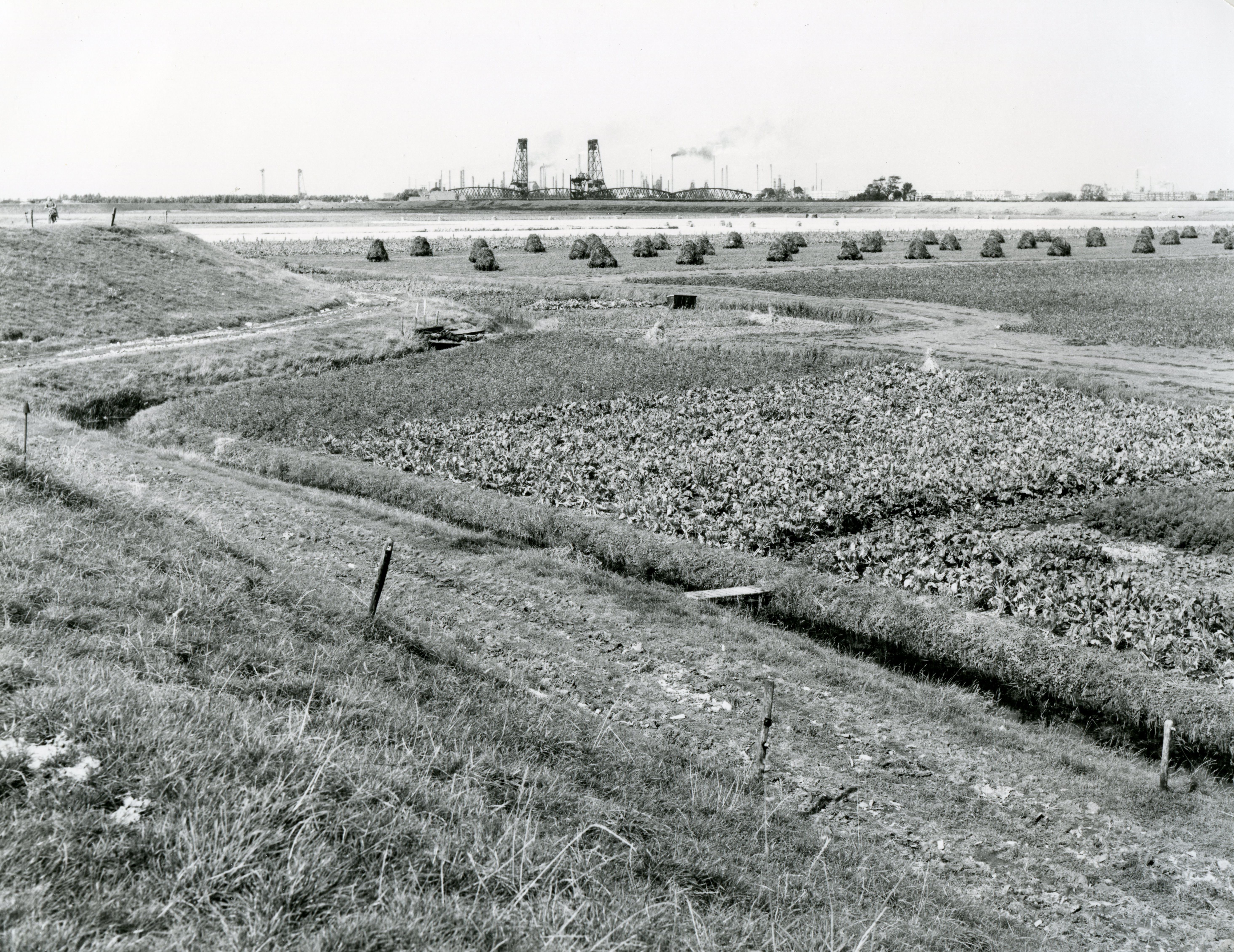
Het gebied vóór de bebouwing (1965)
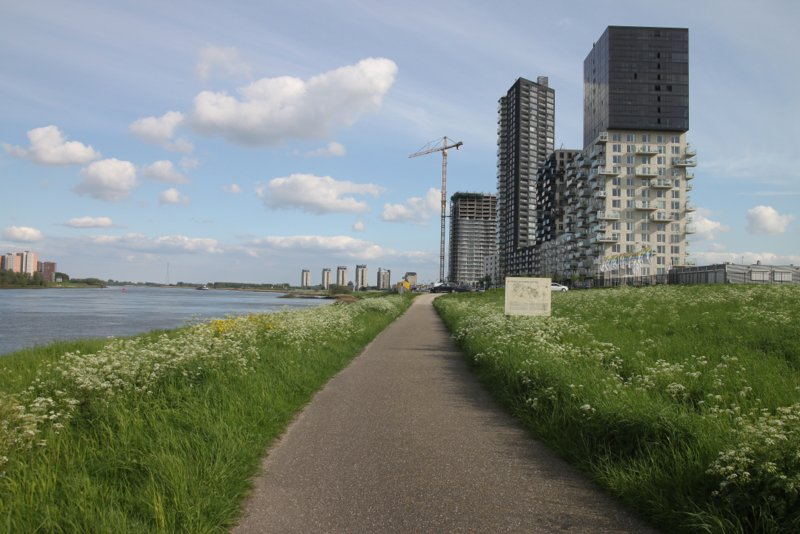
Oude Maas bij De Dijk
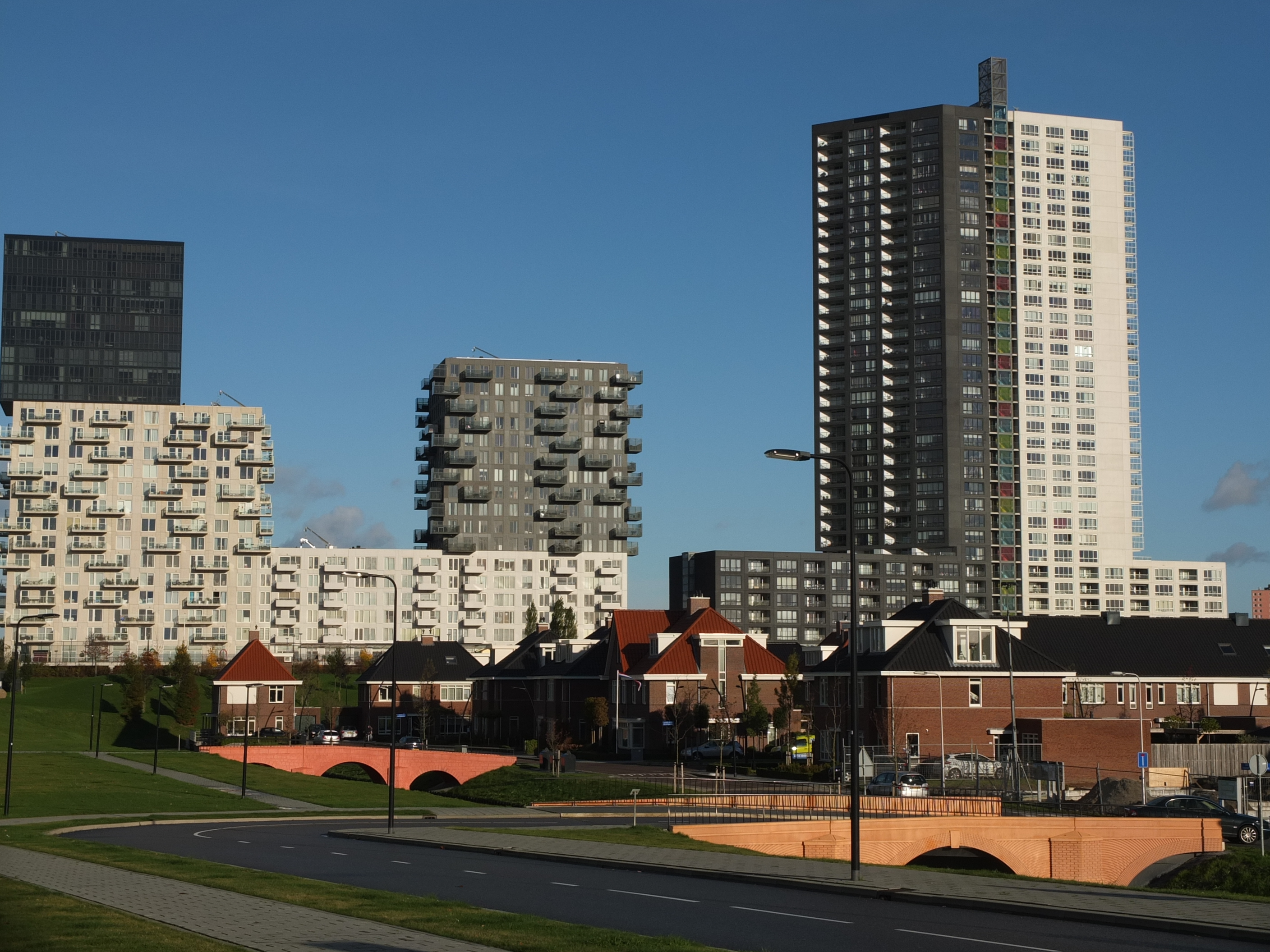
De Vier Werelden en De Rokade (De Dijk)
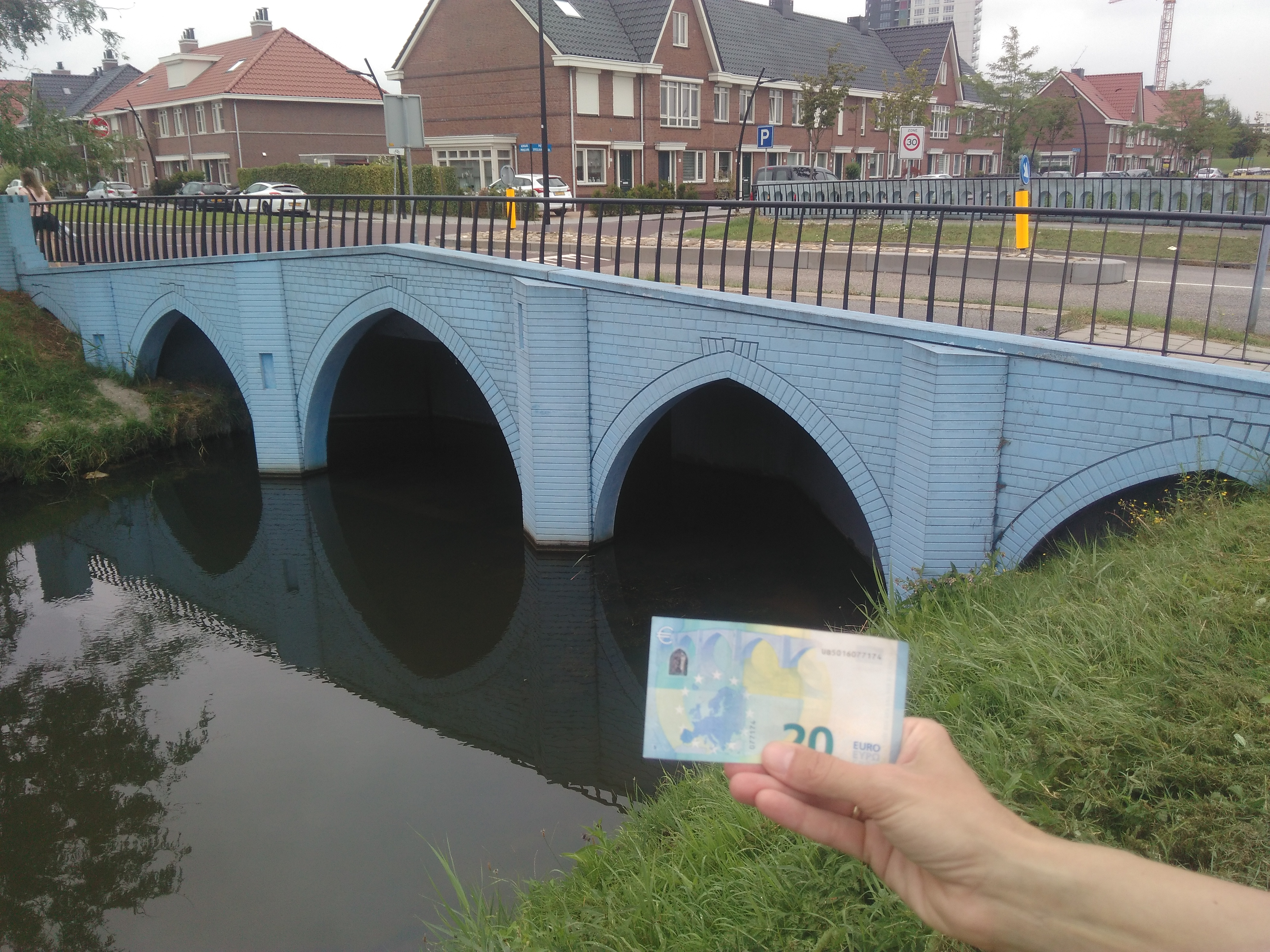
20 Euro Brug (Het Land)
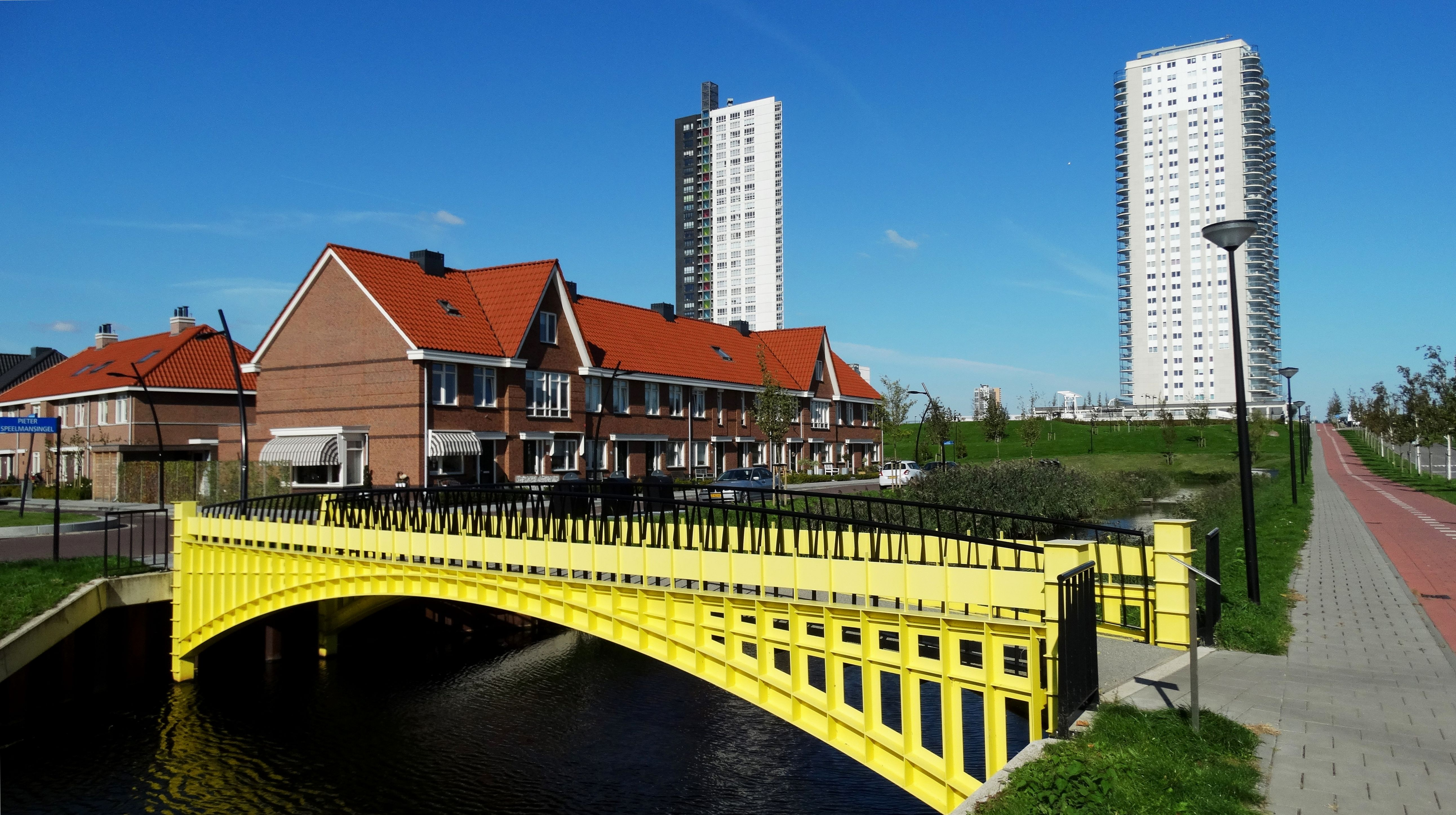
Laagbouw in Het Land
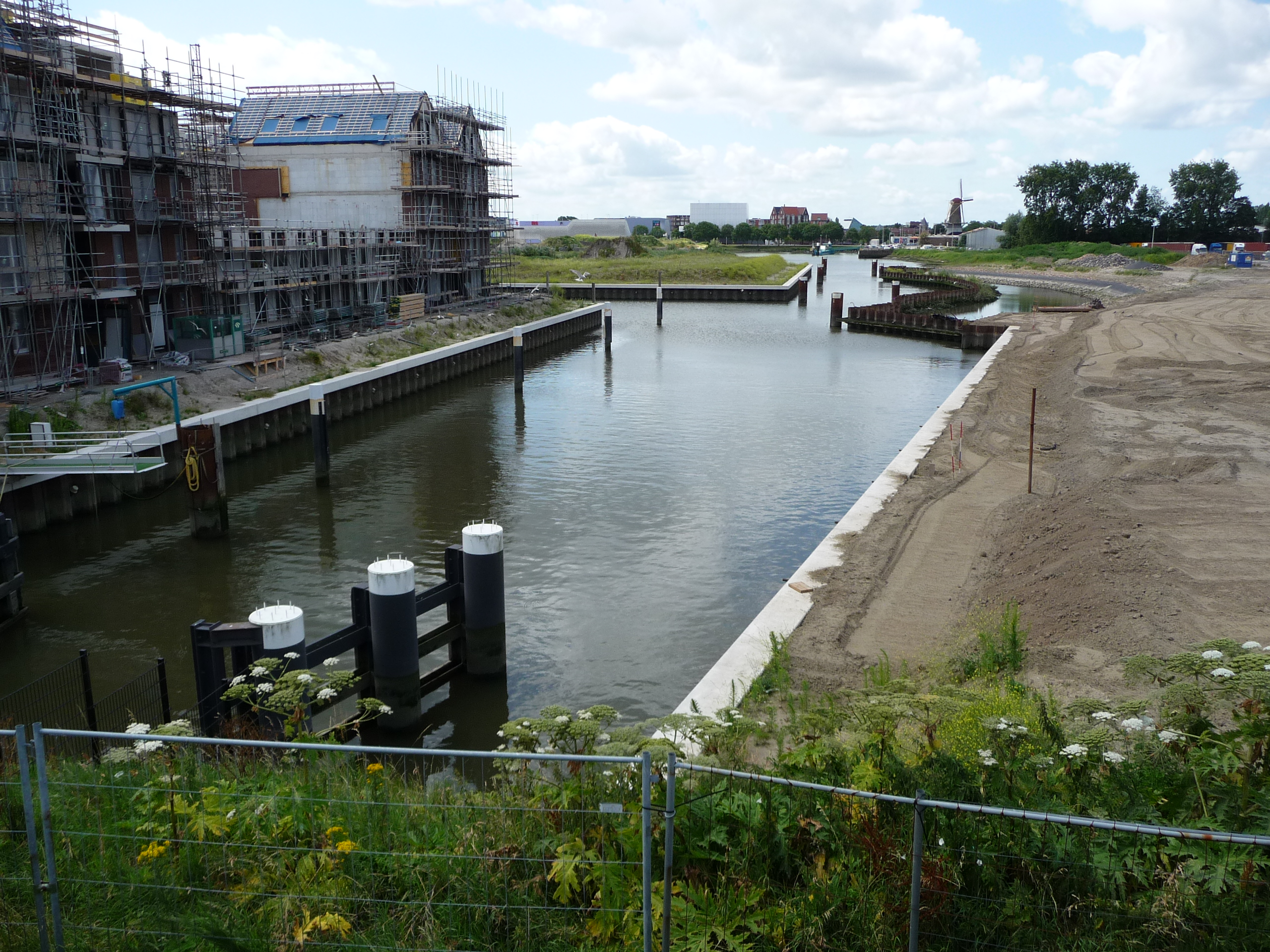
De Haven (vanaf de sluis) - in aanbouw
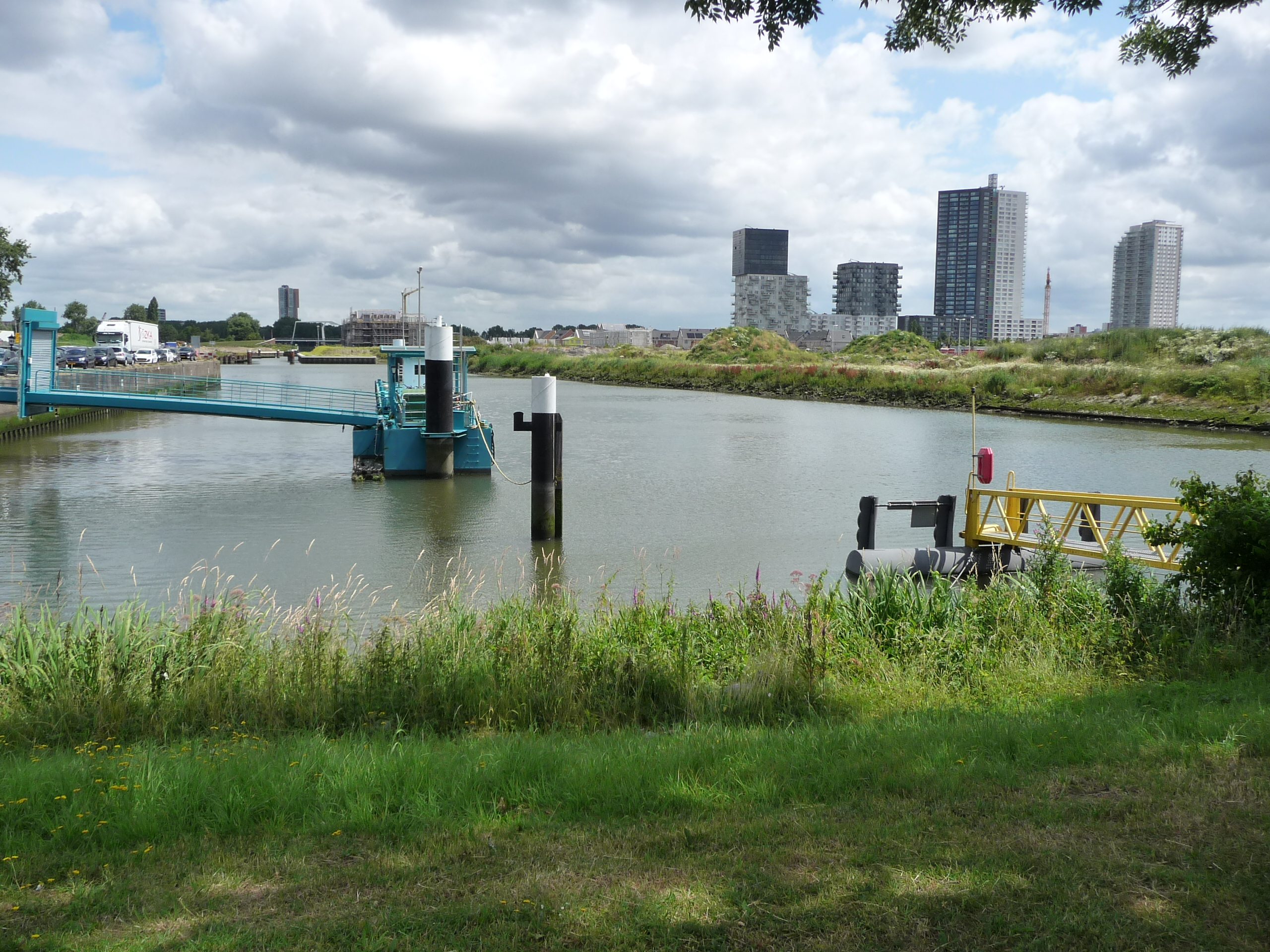
De Haven vanaf de Schenkeldijk met woontorens van De Dijk